# Xaysomboun

Bản đô tỉnh Xaisomboun năm 2014

Xaisomboun (IPA: /saɪʒəʊmbuːn/, tiếng Lào: ໄຊສົມບູນ) hay Xaysomboun là một tỉnh miền núi ở Trung Lào, giáp với Viêng Chăn và Xiangkhouang.

## Lịch sử
Xaisomboun là tỉnh thứ 17 của Lào. Trong khoảng thời gian từ năm 1994 đến năm 2006, đây là Đặc khu kinh tế Xaisomboun. Ngày 13 tháng 12 năm 2013 tỉnh độc lập Xaisomboun thành lập .
'Xaisomboun' nghĩa là "Thắng lợi hoàn toàn" (của Cách mạng Giải phóng Dân tộc Lào) với Mỹ trong những năm 1970)

## Địa lý
- Diện tích: 8.300 km2
- Nhiệt độ: mát mẻ (15 °C - 26 °C)
- Độ ẩm: 77%

Có thể tiếp cận Tỉnh từ thủ đô Viêng Chăn, qua Đường 13 xuôi về phía nam đến tỉnh Bolikhamxay, sau đó qua huyện Thaphabath và huyện Laongxan.

## Khu bảo tồn
Khu bảo tồn đa dạng sinh học quốc gia Phou Khao Khouay là khu bảo tồn nằm cách thành phố Viêng Chăn 40 km về phía đông bắc. Nó được thành lập vào ngày 29 tháng 10 năm 1993 với diện tích 2.000 km2 mở rộng sang tỉnh Xaisomboun, tỉnh Viêng Chăn, và Bolikhamxay. Địa hình đặc trưng là miền núi, có độ cao từ 200 m - 1.761 m, pha trộn từ "phức hệ trầm tích (Indosinias schist-clay-sandstone) theo lớp tới lộ thiên". Cát sỏi cũng được nhìn thấy chạy lan theo từng lớp. Các vùng đất dốc rộng với những viên đá cát không có đất phủ trên mặt cũng là một phần của địa hình khu vực này. Khu vực này còn có dãy núi rộng với các mỏm đá vôi, các con ngòi và ba con sông lớn là các sông nhánh chảy vào sông Mê Công. Nó có khí hậu gió mùa với lượng mưa hàng năm là 1936,1 mm. Nhiệt độ trung bình năm là 26,6 °C với nhiệt độ tối đa trung bình 31,6 °C và nhiệt độ tối thiểu trung bình là 21,5 °C. Rừng xanh, rừng rụng lá hỗn giao Shorea, rừng khô dipterocarp và rừng thông; đặc biệt là rừng lá kim, các loại cá thể đơn loài gồm Pinus merkusii, Fokienia hodgsonsii, bamboo (mai sanod), và đồng cỏ tạo lập bởi các khu rừng bị cháy. Các loài động vật được tìm thấy ở đây bao gồm voi, hổ, gấu, 13 cặp vượn mũ trắng và langur cùng nhiều loài bò sát, lưỡng cư và chim. Loài green peafowl đã được ghi nhận sinh sống ở đây, gần Bản Nakhay và Bản Nakhan Thoung, dù trước đây đã từng bị coi là tuyệt chủng ở Lào; công tác quản lý bảo tồn đã giúp chúng gia tăng về số lượng.

## Các đơn vị hành chính
Toàn tỉnh có 96 bản được phân thành các đơn vị hành chính cấp huyện sau:
| Bản đồ | Mã               | Tên tiếng Việt | Tên tiếng Lào |
| ------ | ---------------- | -------------- | ------------- |
|        |                  |                |               |
| 18-01  | Muang Anouvong   | ອະນຸວົງ          |               |
| 18-02  | Muang Longchaeng | ລ້ອງແຈ້ງ         |               |
| 18-03  | Muang Longxan    | ລ້ອງຊານ         |               |
| 18-04  | Muang Hom        | ຮົ່ມ             |               |
| 18-05  | Muang Thathom    | ທ່າໂທມ          |               |

## Dân cư
Dân số: Tổng dân số của tỉnh là 82.000 người (nữ giới: 39,070 người) thuộc 12.065 hộ gia đình
Dân tộc: Hmong 55.71%; Lào loum 25.97%; Khmu 18.32%

## Kinh tế
Huyện Anouvong và trung tâm kinh tế của tỉnh.

### Du lịch
Toàn tỉnh có 47 điểm du lịch (Danh thắng tự nhiên: 36, di tích lịch sử: 9, và địa danh văn hóa: 3)
- 1 Khách sạn; 18 phòng
- 35 Nhà nghỉ; 315 phòng
- 94 nhà hàng/quán ăn